# クラーク・スティル
クラーク・スティル（Clark Still）は、SNK（SNKプレイモア）のゲーム『ザ・キング・オブ・ファイターズ』シリーズなどに登場する架空の人物。名前は「クラーク」とのみ表記されている場合が多い。

## キャラクター設定
アーケードゲーム『怒』シリーズの2Pキャラクターとして初登場する（同シリーズの1Pキャラクターはラルフ）。『ザ・キング・オブ・ファイターズ』（以下『KOF』と表記）では、ラルフとともにシリーズ全てに出場している。オールスター作品となる前の『KOF'94』（以下『'94』と表記）企画当初は、近い性能の2人+リーダーという形で全チーム編成される予定だった（怒チームとサイコソルジャーチームはその名残）。
『怒』シリーズ時はラルフの色違い だったが、『KOF』以降は帽子（ワークキャップ）とサングラスを着用して、金髪・碧眼の容貌になり、ラルフとは差別化されている。首から下も『KOF'99』（以下『'99』と表記）から『KOF XI』（以下『XI』と表記）までと『KOF XIV』（以下『XIV』と表記）以降ではラルフとは別の衣装になっている（詳細は後述）。技の内容も『KOF'95』（以下『'95』と表記）以降はラルフとの差別化が顕著になっていった。
ラルフと同じくアクションゲーム『メタルスラッグ6』にも登場して、衣装は『'99』から『XI』までの本編や『KOF MAXIMUM IMPACT』（以下『MI』と表記）シリーズに準拠した姿で再現された。
『KOF』シリーズをはじめとする対戦格闘ゲームでは、主にプロレスの投げ技を使う。格闘スタイルは「マーシャルアーツ + ハイデルン流暗殺術」となっているが、ハイデルンによる格闘術の指導は、その者の長所を伸ばすことであり、ラルフやクラークの戦闘スタイルがハイデルンと似ても似つかないのはこのためである。
『CAPCOM VS. SNK 2』のナイロビステージや『ネオジオバトルコロシアム』の通信基地ステージでは背景キャラクターとして出演している。『激突カードファイターズ』シリーズ全てに個別キャラクターカードが存在する。

### 人物
『怒 IKARI』では元情報員で階級は少尉。この時点では、ラルフの部隊に新顔として入ってきたとされる、敵か味方かわからない謎の男だった。
『KOF』シリーズではハイデルン率いる傭兵部隊に所属しており、階級は中尉（作品によっては少尉。『メタルスラッグ6』では少佐と記載されている。マルコなどと年齢の関係で階級に差を付ける必要が出たため）であるが、大佐のラルフとは仲の良い相棒と言った間柄。なお、ハイデルン傭兵部隊の階級ではない。性格は冷静沈着で、ラルフにとって信頼のおける相棒であり、階級の差を越えた親友。ラルフ同様、「ハイデルン暗殺術」を習得しているもののハイデルンと同じ技は使わず、プロレスマニアという設定を反映してプロレス技を主に使う。
なお、『KOF』シリーズにおいてもラルフとの出会いは『怒 IKARI』と同様の「敵地に向かっていた飛行機の爆破・墜落によって2人だけで敵地を脱出することになった」という経緯 であり、過去に参加した作戦として「オペレーション・怒（ラルフとの出会い）」「オペレーション・怒号層圏（詳細不明だが一番辛かったミッション）」という作戦名が明かされている。
ハイデルンとは、彼が統括する任務の要員として召集されたことがきっかけで知り合っており、これはラルフとクラークの評判を耳にしたハイデルンによる実質的なスカウトだったとされる。
あまり語気の強い言葉は使わないが、勝利台詞の中には理論的かつ厳しい言葉も多い。また、オロチ編での勝利ポーズには戦死した戦友のドッグタグ を取り出し、対戦相手を「甘い」と評する言葉を語り掛けるものがある。
レイバンのサングラスを愛用。そのサングラスで隠された彼の眉間には傷がある。それは、とある作戦の最中にラルフをかばった際についたもの で、ジャングルでの行動中にラルフの足に刺さりかけたブービートラップのナイフを（銃で両手が塞がっていたため）咄嗟に額で弾いた傷である。義理堅いラルフの性格上、事実を知れば恩を返そうと無意識に無理をしてチームワークを乱してしまう可能性があると考え、クラークはそのことをラルフに話していない。
なお、サングラスと帽子については「客観的な判断をしやすくするため、目から入ってくる情報に一種のフィルターをかける目的で着用している」という旨の解説もされている。
ナメクジが嫌いな理由については「幼児期の体験が原因だが詳細は不明」とされており、『ネオジオフリーク』のキャラクターテキストでは本人からの回答として「理由なんか必要なのか。あんた（質問者）はナメクジが好きなのか」というコメントが掲載されている。
『'99』では「ウィップ」という少女が新たに部下となった。「ウィップ」というコードネームは、クラークが付けたもので、彼女はこの名前を「気に入りました」としている。
『XIV』の公式コミカライズである『A NEW BEGINING』ではプロレスファンであると設定されており、キング・オブ・ダイナソーとの試合において、その正体であるグリフォンマスクの試合をよく観ていたおかげもあり、ダイナソーの必殺技である「ゼツメツハリケーン」を最中に外して投げ返すという芸当を披露している。

### 衣装の変遷
『KOF'98』（以下『'98』と表記）まではブルージーンズに白いタンクトップ、肩から斜め掛けした弾帯に濃い色のダウンベスト、右手に黒いリストバンド・左手に黒い皮グローブという首から上を除けばラルフと全く同じ服装だったが、ネスツ編突入を機に差別化が行われて以降、幾度か変更が行われている。
『'99』〜『XI』
ラルフと共通の変更として、弾帯が外されボトムがカーゴパンツに変更された。クラークの場合、右手のリストバンドと左手の皮グローブはそのままで、タンクトップの裾も出したままになっている。また、カーゴパンツの裾を絞るための紐は仕舞われており、ラルフのように裾から飛び出してはいない。全体の配色もラルフと大きく異なり、タンクトップは黒、ダウンベストとカーゴパンツの色はインディゴブルーになっている。帽子の色も、それまでの青から黒に変更された。
『XII』〜『XIII』
再びラルフとほぼ共通の衣装に戻り、下半身は軍用ズボンに軍用ブーツ、上半身は素肌にタクティカルベストという軽装となっている。腰には弾帯が巻かれ、ベストの両肩部分からは手榴弾のダミーがぶら下がっている。また、両手とも黒の指抜きグローブを着用している。帽子の色は紺色に変更された。
『XIV』〜
下半身はラルフと共通の迷彩柄の細身の軍用ズボンに軍用ブーツ、上半身は肩部分に黒への切り替えしが入った青い半袖シャツ。手の装備品は右手は黒いリストバンド、左手が皮グローブに戻っており、両肘に黒いプロテクターを着用している。なおラルフと違い、軍用ズボンの裾は軍用ブーツの中に入れている。

## ゲーム上の特徴
『KOF』シリーズ第1作となる『'94』から、ラルフとは性能の差別化が図られていた。基本的な違いは、斜めジャンプキック攻撃、ヒット効果がラルフとは異なる「バルカンパンチ」、「スーパーアルゼンチンバックブリーカー」の有効間合いの広さ、超必殺技（ラルフは打撃、クラークは投げ技）である。通常必殺技にもグラフィックはほぼ共通ながら、攻撃判定や食らい判定の大きさに細かい違いがある。
『'95』では新しいコマンド投げが追加され、さらに「ウルトラアルゼンチンバックブリーカー」の有効間合いが大きく広がった（大門五郎の「天地返し」に肉薄するほど）。『'99』では、『KOF'96』（以下『'96』と表記）で削除された「ガトリングアタック」が復活し、「ナパームストレッチ」による追撃ができるようになるなど、シリーズが進むごとに異なる進化を遂げている。「ガトリングアタック」や「バルカンパンチ」が削除される時期もある。
現在ではシリーズ屈指の「投げキャラ」という地位を確立しており、年度毎に性能差はあるものの、常に安定した強さを誇る。
クラークの投げ技は、そのほとんどがプロレス技である。女子プロレスの技もあるが、中には実際の技と内容が違うものもある。

## 技の解説

### 通常技
技名が公表されている『'94』〜『'96』の名称のみ記載。
| 操作                                      | 立ち（近距離）                                        | 立ち（遠距離）                                | しゃがみ       | 垂直ジャンプ                                                                  | 前方ジャンプ                                                                  | 後方ジャンプ                                                                  |
| ----------------------------------------- | ----------------------------------------------------- | --------------------------------------------- | -------------- | ----------------------------------------------------------------------------- | ----------------------------------------------------------------------------- | ----------------------------------------------------------------------------- |
| 弱パンチ                                  | 『'95』以前：チドニークラッシュ 『'96』：左ストレート | 左ストレート                                  | しゃがみパンチ | ハリケンボルト                                                                | 脳天から竹割り                                                                | 脳天から竹割り                                                                |
| 強パンチ                                  | チョッピングライト                                    | メテオドロップ                                | 双龍破         | 『'95』以前：ナイアガラドロップ 『'96』：ライダーパンチ                       | 『'95』以前：ノーザンライトボム 『'96』：ライダーパンチ                       | 『'95』以前：ノーザンライトボム 『'96』：ライダーパンチ                       |
| 弱キック                                  | ひざ蹴り                                              | 『'95』以前：ミドルキック 『'96』：Bキック    | しゃがみ蹴り   | デビルギロチン                                                                | ジャコビニ流星キック                                                          | ジャコビニ流星キック                                                          |
| 強キック                                  | 『'95』以前：ニールキック 『'96』：延髄蹴り           | パイルバンカー                                | しゃがみ足払い | ブルギロチン                                                                  | テキーラサンライズ                                                            | テキーラサンライズ                                                            |
| 攻撃避け                                  | かわし                                                | かわし                                        | -              | -                                                                             | -                                                                             | -                                                                             |
| 『'94』：避け攻撃 『'95』：カウンター攻撃 | ジェットアッパー                                      | ジェットアッパー                              | -              | -                                                                             | -                                                                             | -                                                                             |
| ふっ飛ばし攻撃                            | 『'95』以前：32文キック 『'96』：ニールキック         | 『'95』以前：32文キック 『'96』：ニールキック |                | 『'94』：テキーラサンライズ 『'95』：アウトローキック 『'96』：ブラックキック | 『'94』：テキーラサンライズ 『'95』：アウトローキック 『'96』：ブラックキック | 『'94』：テキーラサンライズ 『'95』：アウトローキック 『'96』：ブラックキック |

### 特殊技
ストンピング
『KOF'97』（以下『'97』と表記）にて追加された特殊技。わずかに前進しながら体を捻って蹴り付ける。『XI』ではしゃがみガード不可となった。
ジェットアッパー
『KOF XII』（以下『XII』と表記）、『KOF XIII』（以下『XIII』と表記）で使用。一瞬上体をそらしてからアッパーカットで突き上げる。
ステップ
『XII』、『XIII』で使用。前方に素早くステップし相手との距離を詰める。

### 通常投げ
ショルダーバスター
相手の体を両手で持ち上げてから屈みこみ、自分の膝に叩き付けてダウンさせるプロレス技。『'95』および『XIII』での技名は「デスマウンテンバスター」。
ピラミッドドライバーEX
『'96』にて追加された通常投げ。相手の体を高く持ち上げてから反転させ、頭から地面に叩き付ける。実在の技であり、本来は両手クロスさせてのジャンピング式パイルドライバー。
フィッシャーマンバスター
相手の体を掴んで大きく倒れ込むようにして、相手の頭から背後に叩き付ける。実在の技である。
デスレイクドライブ
『'96』にて追加された空中投げ。空中で捕えた相手を片手で勢い良く地面に投げ捨てる。本来は雪崩式タイガースープレックス。
投げっぱなしジャーマン
『'97』にて追加された通常投げ。相手を掴んで仰向けになりつつ後方に投げ飛ばす。

### 必殺技
バルカンパンチ
超高速のパンチ連打を繰り出す。ラルフと同じ技だが、火花は発生しない・多段ヒットするという点で異なる。さらに、ボタン連打を続けることで技の持続が可能なだけでなく、当てている間の相手の体に食らい判定を残すことが可能。『'95』までは、画面端でこの技を上手に使うことで、相手を「お手玉」のように浮かし続けることもできる（技を当てたときの反動がより少ない弱威力で出すと効果が高い）。
『'98』を最後に削除されたが、『XII』から復活した。『'96』から『'98』までの間は、レバー入力による前進が可能（後退は不可）。
ガトリングアタック
前方へ滑るように移動しつつ、肘打ち→裏拳→アッパーカットの3段攻撃を決める技で、ラルフと同じく、最初の肘打ちの動作が終了するまで足元が無敵状態となる。なお、技の動作は弱が速く、移動距離は強がラルフよりも長い。『'99』以降は動作が変更され、それぞれラルフとは逆の腕で裏拳とアッパーカットの2段攻撃になった。このアッパーカットを「ナパームストレッチ」でキャンセルすることで追撃が可能。『MI』シリーズでは「ガトリングアタック・ファースト」「- セカンド」と分かれた連続入力技になっている。
この技も作品によっては登場しない。
スーパーアルゼンチンバックブリーカー（SAB）
技名が長いため、攻略記事では「SAB」と略される。相手を掴んで垂直に放り投げてから両腕で受け止め、地面に叩き付ける。『'94』のときから、ラルフの同じ技よりも有効間合いが広く設定されている。また、『'96』にて「フラッシングエルボー」という追撃技が追加されたことも、ラルフとの差別化を図っている。クラークの強さを支える投げ技であり、この技をいかに決めるかが基本となる。『メタルスラッグ6』でもこの技は登場するが、放り投げるだけで受け止めなくなっており、むしろ下記の技に近くなっている。
投げっぱなしスーパーアルゼンチンバックブリーカー
『MI2』からの技。「SAB」のバリエーションで、ラルフと同じく放り投げた相手に空中追撃を入れられる。
スーパーアラビアンバーグラリーバックブリーカー
『'95』と『'98』のみの技。ステップより速いダッシュで接近して相手に掴みかかり、担ぎ上げてから膝の上に落とす。ダッシュ中は足元無敵で、攻撃避けの相手も掴める点が長所。ただ、のけぞり中の相手をつかめないためコンボには組み込めない。接近後、投げ判定が発生するまでに僅かに時間がかかる。
ナパームストレッチ
『'96』にて追加された技。前方に飛び上がり、空中の相手を掴んでそのままの状態で地面に叩き付ける。
フランケンシュタイナー
『'96』にて追加された技で、実際のプロレス技。決めると膝をついて起き上がり「ヘーイ!」と決めポーズを取る。追い打ちで「フラッシングエルボー」を決めることができる。
ローリングクレイドル
『'96』からの技で、相手にダッシュして掴むと、相手の体ごと激しく回転する「地獄車」を決めつつ相手を投げる。性能は「スーパーアラビアンバックブリーカー」と共通しているが、移動速度はだいぶ遅くなっている。実際のプロレス技で、和名は「回転揺り椅子固め」。『'99』以降は「マウントタックル」からの派生技となっている。
フラッシングエルボー
『'96』にて追加された、各種投げ必殺技からの追加技で、「SAB」「フランケンシュタイナー」「スリーパーリフト」「ナパームストレッチ」の4つのコマンド投げを決めた直後に入力すると、相手に素早く接近して肘打ちを叩き込む。
マウントタックル
『'99』にて追加された技で、突進して相手を押し倒す。この技単体ではダメージはないが、ここから以下4つの技に派生する。
クラークリフト
相手の体を抱え込んで後方の地面に叩き付ける。要するに急角度の俵返し。
スリーパーリフト（D.D.T.）
相手を掴んで頭を抱え込みつつ、自分も仰向けに倒れ込むようにして後方に叩き付ける。「D.D.T.」。「マウントタックル」からの派生技の中で、「フラッシングエルボー」に移行できるのはこの技のみ。
リバースD.D.T.
上記の技の「D.D.T.」が「リバースD.D.T.」になったもの。「スリーパーリフト（D.D.T.）」は『KOF2003』からこの技に変更された。
ローリングクレイドル
技の仕様は、単体で出したものと同じ。押し倒した側の反対方向に転がっていく。

シャイニング・ウィザード
『KOF2002』（以下『2002』と表記）からの技で、しゃがんでいる相手にのみ決まる、移動投げ扱いの技。相手の立て膝を踏み台にした膝蹴り。

### 超必殺技
ウルトラアルゼンチンバックブリーカー（UAB）
相手の体を垂直に放り投げる動作を3度決めてから（この動作はシリーズ共通）、（『'95』までは）「ショルダーバスター（デスマウンテンバスター）」を決めて挑発ポーズを取る（この挑発は演出であるため、相手のパワーゲージを減らす効果は無い）。最後に決める投げ技は作品によって異なる→「デスバレーボム」（『'96』以降は通常版）、「クラークスパーク」（MAX版）、「クラークスペシャル」（リーダー超必殺技）など。『'95』以降は有効間合いが非常に広く、威力の高さも折り紙付きであり、クラークの切り札。
ランニングスリー
前方ダッシュで相手を掴むと、上に掲げて助走してからのパワーボムを1回ないし3回決める移動投げ。ダッシュ時、クラークが「ランニングスリャー!」と叫ぶ。作品次第ではゲージ一本消費の超必にもかかわらずMAX超必やMAX2などよりも威力が高い場合もある。
『XIV』では、MAX版の3回目の叩き付けがエメラルド・フロウジョンに近いものに変更されている。
ランニングパイレーツ
『2002』・『KOF NEO WAVE』のMAX2。ランニングスリー同様の移動投げで、左右の画面端を往復して壁に叩き付け、とどめに思い切った「ランニングスリー」を決める。『2002』のリメイク版である『KOF2002 UNLIMITED MATCH』（以下『2002UM』と表記）では後述の「ロアリングスフィア-怒号層圏-」に取って代わられた。
スペシャルガトリングアタック
『XI』からの技。超必殺技では初の打撃技で、打ち下ろすようなフックから「ガトリングアタック」につなげる。
スピニングパワーボム
『MI2』から使用。空中の相手を掴み、バックブリーカーを決めてから回転しつつパワーボムを決める。
ナパームストライク
『KOF'98 ULTIMATE MATCH』から使用。「ナパームストレッチ」の強化版。
ロアリングスフィア -怒号層圏-
『2002UM』で「ランニングパイレーツ」の代わりに使用するMAX2。コマンドを追加入力していくことで合計6回投げを決める。追加技は以下の通り。
- 「シャイニングウィザード」の動作で接近し「フランケンシュタイナー」
- 「クラークリフト」
- 引き起こしの途中で「投げっぱなしスーパーアルゼンチンバックブリーカー」
- 落ちてくる相手に「ナパームストレッチ」から「ローリングクレイドル」
- 立ち上がった相手に飛び乗り「カーフブランディング」

ウルトラクラークバスター
『XIII』で使用のNEO MAX超必殺技。「マウントタックル」で押し倒した後、相手を肩に担いだまま空高く飛び上がり、そのまま逆さになって地面に敵を叩き付ける。
『XIV』のCLIMAX超必殺技では演出が強化されており、空中で相手の首などを極めてから叩き付けている。

## 担当声優
- 島よしのり（『KOF'94』から『KOFXIII』までの各種作品）
- 傘谷友（『KOF XIV』以降の各種作品）

## 関連人物
- ラルフ - 戦友（階級上は上官）
- ハイデルン - 上官
- レオナ・ハイデルン - 部下（ハイデルンの養女）、戦友
- ウィップ - 部下
- マルコ・ロッシ - 『メタルスラッグ』の共同戦線
- ターマ・ロビング - 『メタルスラッグ』の共同戦線
- エリ・カサモト - 『メタルスラッグ』の共同戦線
- フィオ・ジェルミ - 『メタルスラッグ』の共同戦線
- デビルリバース・モーデン - 『メタルスラッグ』の宿敵、『6』では地球を救うために一時休戦で共闘
- アレン・オニール - 『メタルスラッグ』の敵
- マーズピープル - 『メタルスラッグ』の敵、『6』では地球を救うために一時休戦で共闘
- ルーツマーズ / フェイク・ラスボス / ルーツマーズスラッグ - 『メタルスラッグ』の敵、『6』では地球を救うために一時休戦で共闘